# Simplicius (Märtyrer)
Simplicius († 159 oder 161 in Celano) war ein christlicher Heiliger und Märtyrer. Er wird gemeinsam mit seinen Söhnen Constantius und Victorinus, die mit ihm hingerichtet wurden, verehrt.
Früheste Quelle für das Martyrium des Simplicius, des Constantinus und des Victorinus ist eine Passio, die erst 1406 verfasst wurde, sodass deren Angaben nur eine begrenzte Glaubwürdigkeit in Anspruch nehmen können. Ihr zufolge stammten die drei aus Gallien und seien vom Heiligen Januarius getauft worden. Gaudentia, die Frau des Simplicius, sei Nonne geworden, während Simplicius und seine Söhne von Pontius, dem Präfekten Galliens, verhaftet, gefoltert und schließlich nach Rom gebracht worden sein sollen. Auf der Reise sollen die drei ein blindes Kind sehend gemacht haben. In Rom habe man ihnen dann verboten, zu den Gräbern der Apostel Petrus und Paulus zu pilgern, doch sei es ihnen mit göttlicher Hilfe gelungen, sich ihrer Ketten zu entledigen und die Gräber zu besuchen. Sie seien daraufhin erneut in Haft genommen und nach Marsica gebracht worden, wo sie sich vor dem Kaiser verantworten sollten. Sie hätten sich aber geweigert, ihrem Glauben abzuschwören, und seien in eine Kammer voller Schlangen und Skorpione geworfen worden, ohne dass diese ihnen etwas angetan hätten. Schließlich seien Simplicius, Constantius und Victorinus in Celano enthauptet worden.
Die Reliquien der drei Heiligen wurden erstmals im 11. Jahrhundert in einem Brief des Papstes Stephan IX. erwähnt. Sie befanden sich unterhalb des Altars von San Giovanni Vecchio in Celano. Kaiser Friedrich II. zerstörte die Stadt Celano im Jahre 1222, beim Wiederaufbau der Stadt 1406 wurden die Reliquien in die Kapelle der neu erbauten Kirche der Stadt überführt. Aus diesem Anlass wurde dann auch die Passio verfasst. Möglich ist, dass dabei drei Märtyrer, die ursprünglich lediglich zeitgleich hingerichtet wurden, nachträglich zu Vater und Söhnen erklärt wurden. Das Martyrium wird entweder in das Jahr 159, d. h. in die Regierungszeit des Antoninus Pius, oder in das Jahr 161 in die Zeit des Mark Aurel gelegt. Gedenktag der drei Heiligen ist der 26. August.